# Gesetz zur Neuregelung der Verhältnisse der Reichsbank und der Deutschen Reichsbahn

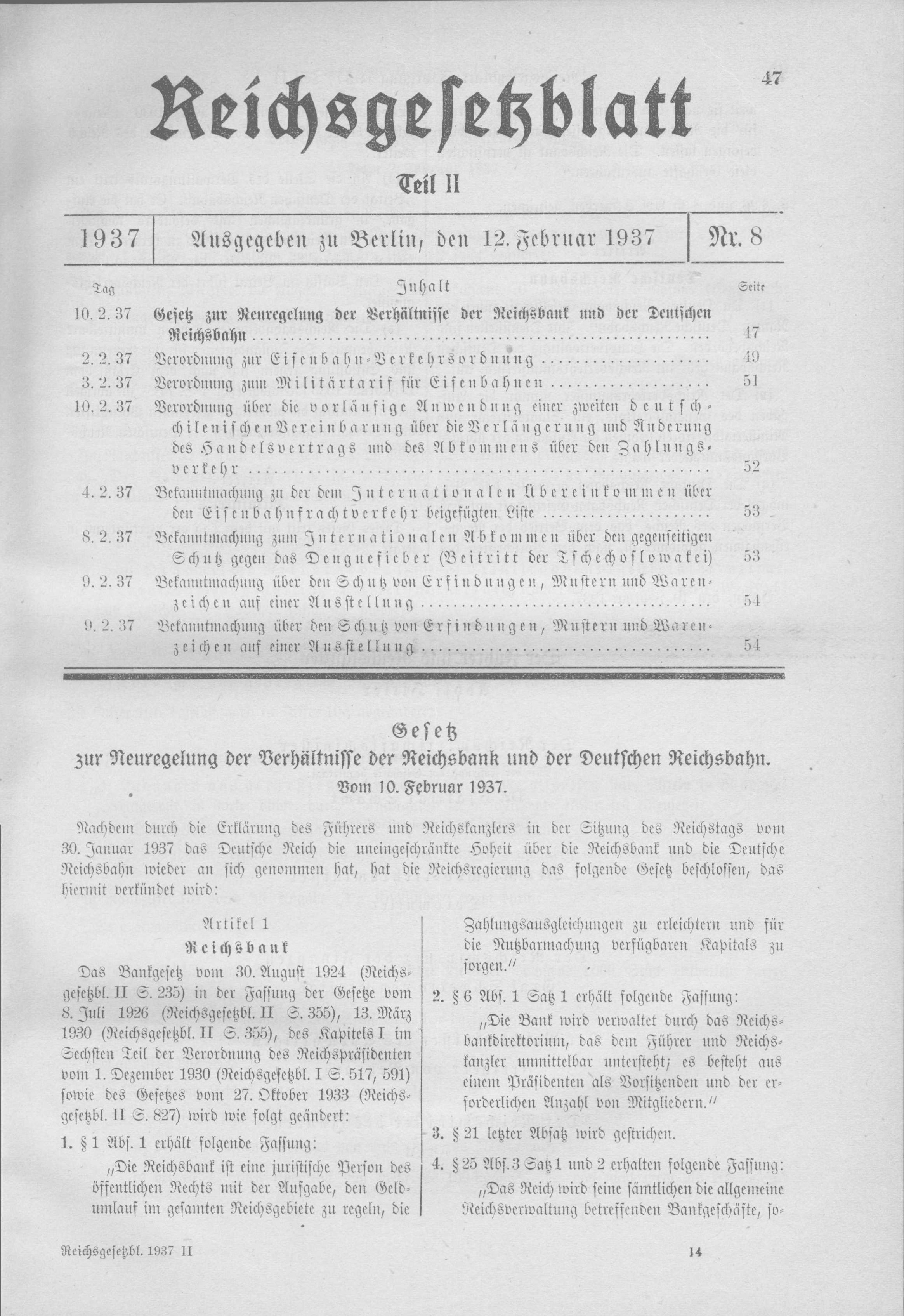
Gesetz zur Neuregelung der Verhältnisse der Reichsbank und der Deutschen Reichsbahn

Das Gesetz zur Neuregelung der Verhältnisse der Reichsbank und der Deutschen Reichsbahn (RGBl. 1937 II Nr. 8 S. 47) war die Umsetzung einer Erklärung von Adolf Hitler vom 30. Januar 1937 vor dem Reichstag, in der er die Beseitigung des ausländischen Einflusses ankündigte und die Absicht ausdrückte, sowohl die Reichsbank als auch die Deutsche Reichsbahn der NS-Regierung unmittelbar zu unterstellen.

## Gliederung des Gesetzes
Das Gesetz trug das Datum vom 10. Februar 1937 und gliederte sich in drei Artikel, denen ein Vorsatz zur Erklärung vorangestellt war. In dem Vorsatz wurde auf die Erklärung Hitlers vom 30. Januar 1937 vor dem Reichstag hingewiesen und die uneingeschränkte Hoheit des Deutschen Reiches über die Reichsbank und die Deutsche Reichsbahn verkündet. Der Beschluss sei durch die Reichsregierung erfolgt.
Der erste Artikel betraf die Reichsbank und gliederte sich in fünf Absätze. Diesen Absätzen wurde eine Auflistung der gesetzlichen Vorschriften vorangestellt, die sich auf diese Regelung bezogen und damit teilweise geändert wurden.
Der zweite Artikel betraf die Deutsche Reichsbahn und gliederte sich in fünf Absätze. Der dritte Artikel bestand aus einem Satz und bestimmte das Datum des Inkrafttretens des Gesetzes.

## Erster Artikel - Reichsbank
Im Vorsatz des Artikels wurde der Bezug auf das Bankgesetz vom 30. August 1924 (RGBl. II 1924 S. 235), die Fassung des Gesetzes vom 8. Juli 1926 (RGBl. II 1926 S. 355), vom 13. März 1930 (RGBl. II 1930 S. 355), auf die Verordnung des Reichspräsidenten vom 1. Dezember 1930 bezüglich des sechsten Teils (RGBl. I 1930 S. 517 und S. 591) und auf das Gesetz vom 27. Oktober 1933 (RGBl. II 1933 S. 827) genommen.

### 1. Absatz
Der erste Absatz bestimmte die Änderung des im Vorsatz angeführten  Gesetzestextes in § 1 Absatz 1. Die Reichsbank wurde zur Juristischen Person des öffentlichen Rechts erklärt. Sie hatte die Aufgabe, im Reichsgebiet den Geldumlauf zu regeln, die Zahlungsverkehr zu erleichtern und den Nutzen der Kapitalanwendung sicherzustellen.

### 2. Absatz
Der zweite Absatz bestimmte die Änderung des im Vorsatz angeführten  Gesetzestextes in § 6 Absatz 1 Satz 1. Die Reichsbank wurde durch ein Direktorium der Reichsbank verwaltet. Dieses Direktorium wurde  unmittelbar dem Reichskanzler unterstellt. Den Vorsitz des Direktoriums nahm ein Präsident wahr. Mehrere Mitglieder bildeten das Direktorium.

### 3. Absatz
Der dritte Absatz bestimmte die Änderung des im Vorsatz angeführten  Gesetzestextes in § 21, wobei der letzte Absatz wegfiel.

### 4. Absatz
Der vierte Absatz bestimmte die Änderung des im Vorsatz angeführten  Gesetzestextes in § 25 Absatz 3 Satz 1 und Satz 2. Das Reich übertrug die Abwicklung aller Bankgeschäfte der allgemeinen Reichsverwaltung der Reichsbank, soweit diese nach den Bestimmungen dieses Gesetzes zulässig waren. Die Reichsbank wurde eigens hierzu verpflichtet.

### 5. Absatz
Der fünfte Absatz bestimmte die Änderung des im Vorsatz angeführten  Gesetzestextes von § 26 und § 35 Absatz 2, die beide wegfielen.

## Zweiter Artikel - Deutsche Reichsbahn
(Quelle:)

### 1. Absatz
Der Name der bisher bestehenden Deutschen Reichsbahn-Gesellschaft wurde in Deutsche Reichsbahn (DR) abgeändert. Die Dienststellen der RB waren damit Reichsbehörden. Das Reichsverkehrsministerium (RVM) übernahm die bisher bestehende Hauptverwaltung der DR.

### 2. Absatz
Die Position und die Aufgaben des bisherigen Generaldirektors wurde vom Reichsverkehrsminister übernommen. Die Positionen und Aufgaben der bisherigen Mitglieder des Vorstandes der Reichsbahn-Gesellschaft wurden von Ministerialdirektoren des RVM wahrgenommen.

### 3. Absatz
Die DR übernahm die Vermögensverwaltung der Reichsbahn-Gesellschaft. Weiterhin verwaltete sie das Reichsvermögen, das zum Betriebsvermögen der Reichseisenbahnen gehörte und als Sondervermögen des Deutschen Reichs behandelt wurde. Dabei galten die Vorschriften des Reichsbahngesetzes vom 13. März 1930 (RGBl. II 1930 S. 369).

### 4. Absatz
Der bisherige Verwaltungsrat der Reichsbahn-Gesellschaft wurde durch den Beirat der DR ersetzt. Seine Aufgabe besteht darin, den Reichsverkehrsminister in besonderen und grundsätzlichen Fragen der DR mit besonderer Bedeutung zu beraten. Der Vorsitz des Beirats wurde vom Reichsverkehrsminister wahrgenommen. Die Vertreter der Vorzugsaktionäre gehörten dem Beirat an.

### 5. Absatz
Die Beamten der DR wurden zu Beamten des Deutschen Reichs bestimmt. Der Erlass vom 1. Februar 1935 (RGBl. I 1935 S. 74) regelte die Zuständigkeiten über die Ernennung und Entlassung der Beamten der DR. In anderen Angelegenheiten der DR galten vorläufig die bestehenden gesetzlichen Vorschriften und Verwaltungsanordnungen der DR.

## Dritter Artikel
Dieser Artikel bestimmte, dass das Gesetz mit der Verkündigung in Kraft tritt.

## Begründung des Gesetzes in der Presse
Schon am 13. Februar 1937 wurde der Text des Gesetzes und eine Begründung des Gesetzes in der Presse veröffentlicht. Eingeleitet wurde die Begründung mit einem Zitat aus der Rede von Adolf Hitler vom 30. Januar 1937 in der Sitzung des Reichstages:
Ich verkünde Ihnen, dass ich im Sinne der Wiederherstellung der deutschen Gleichberechtigung die Deutsche Reichsbahn und die Deutsche Reichsbank ihres bisherigen Charakters entkleiden und restlos unter die Hoheit der Regierung des Reiches stellen werde.
In diesem Sinne wurde das Gesetz auch als Freiheitsgesetz in der Presse angekündigt. Der Hinweis auf die Gleichberechtigung bezog sich auf die Abmachungen zu den Regelungen zu den Reparationen des Deutschen Reiches, wodurch ausländische Vertreter bei der Reichsbank tätig wurden. Diese Erklärung Hitlers wurde denn auch als formell endgültige Befreiung vom ausländischen Einfluss der Öffentlichkeit angegeben.
Der eigentliche Regelungsinhalt bedeutete aber die Aufhebungen der Bestimmungen über die Unabhängigkeit der Bank von der Reichsregierung. Diese Unabhängigkeit der Reichsbank von der Reichsregierung war aber nach der deutschen Hyperinflation in dem Gesetz über die Autonomie der Reichsbank vom 26. Mai 1922 (RGBl. II 1922 S. 135) durch die Einführung eines Direktoriums bestimmt worden. Mit dieser Aufhebung, die schon mit dem Bankgesetz vom 27. Oktober 1933 eingeleitet wurde, erhielt die NS-Regierung wieder den Zugriff auf die Reichsbank und damit auf die Notenbank- und Geldpolitik.
Aufgehoben wurde durch das Gesetz bestimmte Aufgaben und Verpflichtungen internationaler Art des Präsidenten der Reichsbank und der Reichsbank durch Streichen des letzten Absatzes in § 21 des Bankgesetzes, was im Gesetz in Artikel 1 Absatz 3 bestimmt wurde. Damit wurde auch die Verpflichtung der Reichsbank aufgehoben, mit der Bank für Internationalen Zahlungsausgleich zusammenzuarbeiten. Hierdurch sollte aus der Verpflichtung eine Freiwilligkeit zur Zusammenarbeit mit dem internationalen Zahlungsinstitut festgelegt werden.
Neu war die Verpflichtung der Reichsbank, Bankgeschäfte der allgemeinen Reichsverwaltung auszuführen, was durch eine Abänderung von § 25 Absatz 3 erreicht wurde.
Die neue gesetzliche Regelung für die Reichsbahn bestand allgemein ausgedrückt darin, die Verhältnisse der Deutschen Reichsbahn so zu gestalten, wie es allein vom jeweiligen Standpunkt der deutschen Interessen aus gesehen als das Beste erschien. Wegen des Besitzes der gesamten Stammaktien der Reichsbahn beim Deutschen Reich konnte dadurch im Gesetz festgelegt werden, dass die Deutsche Reichsbahn in ein Sondervermögen des Reiches überführt wurde, was eine Umschreibung dafür war, dass die Reichsbahn damit Staatseigentum des Reiches wurde.
Bezüglich dieser staatlichen Aneignung der Reichsbahn wurde ergänzend geregelt, dass das gesamte Reichseisenbahnvermögen in dieses Sondervermögen mit einbezogen wurde. Unter dem Reichseisenbahnvermögen wurde der gesamte Grundbesitz der Reichseisenbahnen, das dazu bestehende gesamte Zubehör, alle Fahrzeuge und alle Beteiligungen, verstanden.
Die Überführung der Reichsbahn in Staatseigentum wurde auch in der gesetzlichen Festlegung ihres Namens als Deutsche Reichsbahn nachvollzogen. Allerdings hatte die Reichsbahn schon 1936 die Namensänderung durch Streichung des Anhangs Gesellschaft herbeigeführt. Der Verwaltungsrat wurde entsprechend den neuen Eigentumsverhältnissen in einen nur noch beratenden Beirat für den Reichsverkehrsminister umgewandelt. Entsprechend führte der Minister auch den Vorsitz in dem Beirat.
Entsprechend wurde die Position des Generaldirektors und die Hauptverwaltung der Reichsbahn in die Aufgabenstellung des RVM überführt. Damit führte der Minister die DR. Ebenso gingen die Aufgaben und Positionen des Vorstandes der Reichsbahn auf Ministerialbeamte des RVM über. Die bisherigen Reichsbahnbeamten erhielten den Status von unmittelbaren Reichsbeamten. Somit wurden die bezüglichen Bestimmungen des Reichsbahngesetzes vom 30. August 1924 in § 20 den veränderten Verhältnissen angepasst.
Da diese Umstellung der Dienststellungen der Reichsbahnbeamten sehr umfangreich war, galten vorläufig die gesetzlichen Vorschriften und Verwaltungsanordnungen der Deutschen Reichsbahn weiter. Es wurde aber schon auf eine Änderung und Ergänzung des Deutschen Beamtengesetzes zum 1. Juli 1937 hingewiesen. Dieser Hinweis beinhaltete die Ankündigung, dass § 153 des Beamtengesetzes für die DR gegenstandslos werden würde.